# باشگاه (فیلم ۲۰۱۵)
باشگاه (اسپانیایی: El Club‎) یک فیلم درام به کارگردانی پابلو لارائین است که در سال ۲۰۱۵ منتشر شد.

## موضوع
موضوع فیلم در خصوص رسوایی‌های جنسی کلیسای کاتولیک می‌باشد .